# 舒亞克島

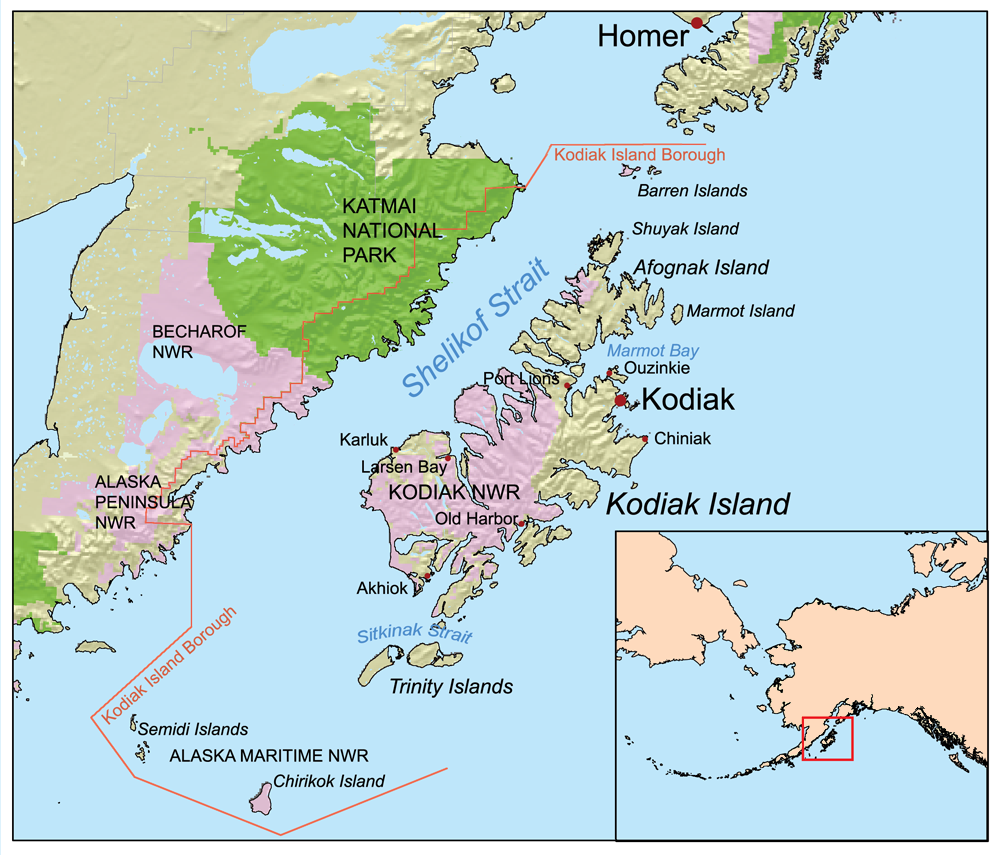
舒亞克島位於科迪亞克群島北部

舒亞克島（Shuyak Island）是美國阿拉斯加州的島嶼，屬於科迪亞克群島的一部分，長19公里、寬15公里，面積168.3平方公里，最高點海拔高度201米，2000年人口僅4人。
58°31′31″N 152°30′17″W / 58.52528°N 152.50472°W